# Ohinemuri River
Der Ohinemuri River ist ein Fluss in der Region Waikato auf der Nordinsel von Neuseeland.

## Geographie
Der Ohinemuri River entspringt am südöstlichen Rand eines Waldgebietes, rund 8 km nordöstlich des Stadtzentrums von Waihi und rund 4,5 km ostsüdöstlich der Küste der Bay of Plenty. Von dort aus fließt der Fluss nach einer kurzen 1,25 km langen südöstlich ausgerichteten Strecke nach Südosten auf die Stadt Waihi zu, umgeht diese an ihrer östlichen und südlichen Seite und orientiert sich an da an einer westlichen bis westsüdwestlichen Richtung. Run 7 km südöstlich des Stadtzentrums von Paeroa knickt der Fluss in Richtung der Stadt ab, umfließt sie an ihrer südwestlichen Seite und mündet nach insgesamt 54 Flusskilometer rund 2,5 km nordwestlich des Stadtzentrums von Paeroa als rechter Nebenfluss in den Waihou River.
Nordöstlich von Waihi überquert der New Zealand State Highway 25 den Ohinemuri River und südöstlich des Siedlungsgebietes der Stadt kreuzt der New Zealand State Highway 2 den Fluss. Letzterer begleitet den Ohinemuri River nach Westen an dem Ort Waikino vorbei durch den Karangahake Gorge bis nach Paeroa. An dem Ort südwestlich angrenzend überquert schließlich noch der New Zealand State Highway 26 den Fluss.
Der Waitawheta River ist ein linker und einiger Nebenfluss des Ohinemuri River.